# Dosso (vùng)
Dosso là một trong những vùng của Niger. Vùng này có diện tích là 31.002 km2.

## Nhân khẩu
Dosso có mật độ dân số cao thứ ba cả nước (61,4 người/km2), xếp dưới Niamey và Maradi. Khoảng 10,4% dân số sống ở thành thị. Các nhóm dân tộc chính là Fulani, Hausa, Tuareg và Zarma.